# Claes Horn (1755–1823)
Claes Horn af Åminne, född 3 augusti 1755 på Ekebyholms slott, Stockholms län, död 9 juni 1823 på Ekebyholms slott, Stockholms län, var en svensk greve, general, hovman, serafimerriddare samt en av rikets herrar.

## Biografi

### Militär karriär
Claes Horn blev antagen till krigstjänst 1767 och samma år blev han kvartermästare vid Östgöta kavalleriregemente. 1771 blev han kvartermästare vid Livregementet till häst, 1773 stabskornett, 1775 regementsadjutant och stabslöjtnant, samt löjtnant 1776 där. År 1777 blev han korpral vid Livdrabantkåren. 1779 var Horn åter vid Östgöta kavalleriregemente som sekundmajor. 1782 blev han premiärmajor, 1783 överstelöjtnant och slutligen överste och förbandschef där 1787. Han var även kaptenlöjtnant vid Livdrabantkåren med start 1784. År 1793 utnämndes Horn till generalmajor och 1802 till generallöjtnant. Han fick avsked ur krigstjänsten 1813.

### Civil karriär
1776 blev Horn kavaljer hos hertiginnan Hedvig Elisabet Charlotta. Från 1781 var han kammarherre hos drottning Sofia Magdalena. Horn blev 1787 skattmästare vid Kungl. Maj:ts Orden och mottog samtidigt Nordstjärneorden. 1806 förlänades han Serafimerorden av kung Karl XIII och 1822 utnämndes han till en av rikets herrar av kung Karl XIV Johan. Horn var ägare till Ekebyholms slott i Uppland.

## Familj
Claes Horn tillhörde den grevliga ätten Horn af Åminne, nr 92. Han var son till presidenten i krigskollegium generalmajor, greve Gustaf Adolf Horn af Åminne och Anna Christina Höijer. Han gifte sig den 11 januari 1781 med Brita Maria von Hauswolff, dotter till kungliga räntmästaren Carl Johan von Hauswollff och Märta Beata Rosenstam. De fick en sonen Gustaf som dog som spädbarn och dottern Beata Ebba som var gift med generalmajor, greve Ulrik Gyldenstolpe. De skildes 1809. Samma år gifte Horn om sig med hovfröken hos drottning Charlotta, Anna Sofia Blomstedt, dotter till kapten Johan Magnus Blomstedt och Anna Lovisa Taube. Horn är begraven med sin andra fru i Rimbo kyrka i Roslagen.

## Titel
Claes Horn föddes som friherre och blev greve samtidigt som hans far upphöjdes i grevlig rang 1772. År 1822 utnämndes han till en av rikets herrar och blev därmed berättigad till titeln excellens.
- 3 augusti 1755 – 12 september 1772: Högvälborne Herr Friherre Claes Horn af Åminne.
- 12 september 1772 – 7 maj 1822: Högvälborne Herr Greve Claes Horn af Åminne.
- 7 maj 1822 – 9 juni 1883: Hans Excellens Högvälborne Herr Greve Claes Horn af Åminne, En av Rikets Herrar.

## Utmärkelser
- Riddare och kommendör av Kungl. Maj:ts orden (Serafimerorden), 19 november 1806.[1]
- Riddare av Kungl. Svärdsorden, 28 april 1795.
- Kommendör av Kungl. Nordstjärneorden, 26 november 1787.